# Microcolus
Microcolus là một chi ốc biển, là động vật thân mềm chân bụng sống ở biển trong họ Fasciolariidae, bao gồm ốc quay, ốc tulip và các loài cùng họ.

## Các loài
Danh sách các loài trong chi Microcolus:

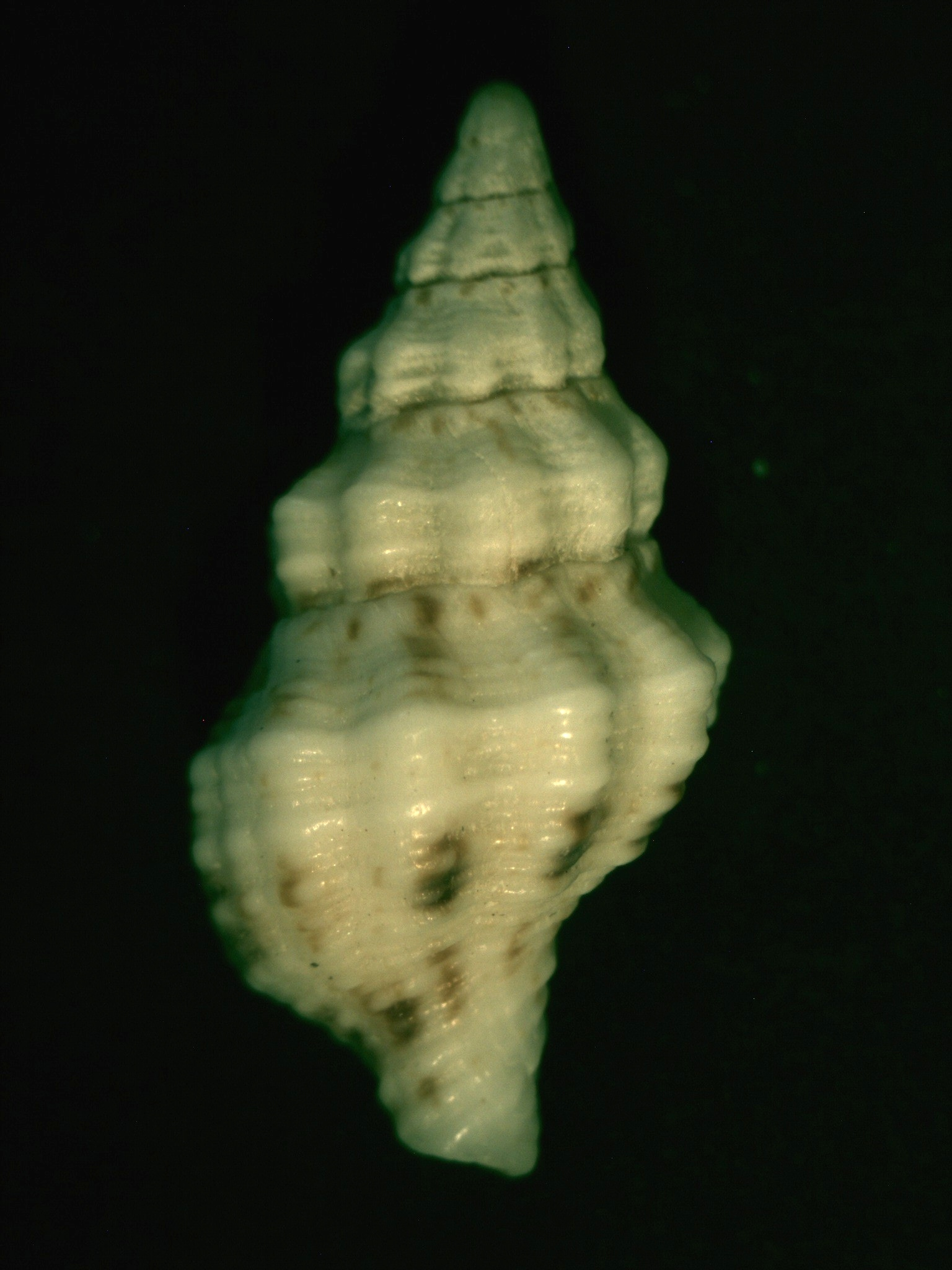
Microcolus dunkeri, abapertural view

- Microcolus apiciliratus [2]
- Microcolus dunkeri (Jonas, 1846) [3]
- Microcolus transennus [2]
- Microcolus vaginatus [4]